# Lambert de Hasse-de Grand-Ry
Pour les articles homonymes, voir Hasse.
Lambert Henri de Hasse-de Grand-Ry , né à Liège, le 6 octobre 1808 où il décède le 20 juillet 1872 , est un homme politique belge francophone libéral.
Il fut industriel, conseiller communal de Liège et membre du parlement,,.
Il est inhumé au cimetière de Robermont à Liège.